# موووچکی
موووچکی (به لاتین: Mołoczki) یک روستا در لهستان است که در گمینا بوتشکی واقع شده‌است.